# Иварс Пуненовс
Иварс Пуненовс (лет. Ivars Punnenovs — Рига, 30. мај 1994) професионални је летонски хокејаш на леду који игра на позицији голмана. 
Члан је сениорске репрезентације Летоније за коју је на међународној сцени дебитовао на светском првенству 2017. године. 
Професионалну каријеру започео је 2013. у дресу швајцарске екипе Раперсвил-Јона лејкерси за коју је дебитовао 27. септембра 2013. године. Од 2015. игра за швајцарског прволигаша Лагнау тајгерсе.